# Jace Damon
Jace Damon ist ein US-amerikanischer ehemaliger Schauspieler.

## Leben
Er begann 1986 in dem Kriegsfilm Angel’s Höllenkommando mit dem Schauspiel. Er verkörperte die Rolle des Mark Stuart, einen US-amerikanischen Botschafter, dessen Sohn von Terroristen entführt wurde. Noch im selben Jahr war er in der größeren Rolle des Ace im Actionfilm Vegas Games zu sehen. 1989 folgte eine weitere Besetzung im Spielfilm One Man Force – Ein Mann wie ein Tank. Anschließend zog er sich aus dem Filmschauspiel zurück.

## Filmografie
- 1986: Angel’s Höllenkommando (Hell Squad)
- 1986: Vegas Games (Las Vegas Weekend)
- 1989: One Man Force – Ein Mann wie ein Tank (One Man Force)